# Vereniging van Nederlandse Kunsthistorici
De Vereniging van Nederlandse Kunsthistorici (VNK) is in 1939 opgericht door architectuurhistoricus George Charles Labouchere, naar het model van buitenlandse vakverenigingen zoals de Amerikaanse College Art Association (CAA), opgericht in 1911. De VNK biedt alle kunst- en architectuurhistorici in Nederland een platform voor ontmoeting, discussie en advies. De VNK is internationaal vertegenwoordigd in het Comité International de l'Art (CIHA).
De VNK geeft het bulletin KUNSTHISTORICI en de reeks Bibliografieën van kunsthistorisch onderzoek in Nederland uit. Daarnaast organiseert de VNK twee keer per jaar een Kunsthistorische Dag. Tijdens de Voorjaarsmiddag krijgen leden de gelegenheid elkaar te ontmoeten in een kunsthistorische context; tijdens workshops, een museumbezoek of lezingen. Op de Najaarsdag staat een actueel thema centraal en worden bekende gastsprekers uitgenodigd. Tijdens deze dag worden de Kunsthistorische Prijzen uitgereikt en is er een Algemene Ledenvergadering.
Op de jaarlijkse Kunsthistorische Dag worden vier prijzen uitgereikt. Twee daarvan zijn van de VNK zelf, te weten: 
- de Karel van Manderprijs
- de Jan van Gelderprijs

Voor de andere twee prijzen, de Gijselaar-Hintzenfondsprijs en de Mr. J.W. Frederiksprijs, biedt de VNK op haar Kunsthistorische Dag een podium.
In 2014 verscheen naar aanleiding van het 75-jarig bestaan een lustrumbundel genaamd 'Onder Kunsthistorici. De Vereniging van Nederlandse Kunsthistorici 1939-2014'. 

## Bestuur Vereniging van Nederlandse Kunsthistorici
Diverse bekende kunsthistorici zijn bestuurslid geweest van de VNK, onder wie prof. dr. Willem Vogelsang, prof. dr. Jan Gerrit van Gelder, prof. dr. Elisabeth Neurdenburg, prof. dr. H. Gerson, prof. dr. H.W. van Os en prof. dr. C. Chavannes-Mazel. 